# Санне, Бубакарр
Бубакарр Санне (англ. Bubacarr Sanneh; род. 14 ноября 1994, Банжул) — гамбийский футболист, центральный защитник. Выступает за сборную Гамбии.

## Клубная карьера
Бубакарр начал свою карьеру в «Реал де Банжул», дебютировав за основной состав клуба в 2012 году.
1 сентября 2014 года он был отдан в аренду датскому клубу «Хорсенс», но на следующий день после окончания аренды Санне подписал контракт с хорсенским клубом.
1 января 2018 года футболист перешёл в «Мидтьюлланн». Проиграв в нём один сезон игрок перешёл в Бельгию, в «Андерлехт» 31 августа 2018 года.
1 августа 2019 года гамбиец перешёл в аренду в турецкий «Гёзтепе» на 1 сезон.
31 января 2020 Санне снова был отдан в кредит, но уже в «Остенде».
25 января 2021 года Бубакарр вернулся в Данию, потому что был арендован «Орхусом».
Первую половину сезона 2021/22 футболист провёл без клуба, а остальную половину провёл с «Сённерйюске».
Сезон 2022/23 игрок провёл без клуба.
21 августа 2023 года Бубакарр Санне подписал контракт на 2 года с боснийским клубом «Звезда 09».

## Международная карьера
Санне Бубакарр дебютировал за сборную Гамбии 6 сентября 2013 года в матче квалификации чемпионата мира 2022 против Танзании.
Гамбия вышла в четвертьфинал Кубка африканских наций 2021, когда Бубакарр Санне был в составе.

## Достижения
- Игрок года ФК «Хоренс»: 2014/15

«Хорсенс»
- Supporters' Shield: 2014/15[11]

«Мидтьюлланн»
- Суперлига: 2017/18[11][12]

## Личная жизнь
Брат Мухаммед (род. 2000) также футболист, игрок сборной Гамбии.